# Ettore Bastianini
 (juillet 2025).
Si vous disposez d'ouvrages ou d'articles de référence ou si vous connaissez des sites web de qualité traitant du thème abordé ici, merci de compléter l'article en donnant les références utiles à sa vérifiabilité et en les liant à la section « Notes et références ».
Ettore Bastianini (né à Sienne le 24 septembre 1922 et mort à Sirmione le 25 janvier 1967) est un chanteur lyrique.

## Biographie et carrière
Au début, il eut beaucoup de mal à trouver dans quelle tessiture se situait sa voix. Son professeur, Ricciana Bettarini lui assura une formation de baryton.
Il commença sa carrière comme basse chantante à Ravenne en 1945 dans le rôle de Colline de La Bohème de Puccini. Durant l'hiver 1947, il se produit pour la première fois à l'étranger, lors d'un voyage avec une troupe italienne au Caire. Il chante alors Rigoletto, le Barbier de Séville et Lucia di Lammermoor de Donizetti.
Il revint en Italie pour y donner quelques concerts à Forlì, Ferrace et Florence. Le 24 avril 1948, il débuta à la Scala de Milan pour y chanter le rôle de Tirésias dans Œdipe roi d'Igor Stravinsky (livret de Jean Cocteau) aux côtés de Suzanne Danco et Ginno Penno. Il confiait à des amis son souhait d'interpréter le répertoire de baryton qui lui convenait mieux au niveau vocal.
Le 17 janvier 1952, il a fait ses débuts dans son nouveau registre dans le rôle de Germont mais sans succès. Après un travail intense, il revint à l'Opéra en juillet et rechanta Germont face à la Violetta de Virginia Zeani à Bologne. Il fut engagé immédiatement par le Théâtre de Florence pour y chanter la Dame de Pique de Tchaïkovski.
Invité à Hambourg en 1953, il chanta la même année pour la première fois avec Maria Callas à Florence Lucia di Lammermoor, puis interpréta le Barbier de Séville, le prince Andrei dans Guerre et Paix de Prokofiev.
Il revint à la Scala de Milan pour y chanter Eugène Onéguine de Tchaïkovski. Tous les grands rôles lui sont ouverts : Germont dans la Traviata, Conte di Luna dans Le Trouvère, Marcello dans La Bohème, Gérard dans André Chénier de Umberto Giordano, Enrico dans Lucia di Lammermoor, Amonasro dans Aida , Rodrigo dans 
Don Carlos, Renato dans Un bal masqué, Severo dans Poliuto de Gaetano Donizetti.
Il interprète Germont de la Traviata le 28 mai 1955 aux côtés de Maria Callas et de Giuseppe Di Stefano à la Scala de Milan sous la direction de Giulini.
Le 7 décembre 1957, il interpréta un Bal Masqué avec Maria Callas, Giuseppe Di Stefano et Giulietta Simionato.
Il a participé à de nombreux enregistrements d'opéras de Verdi avec Renata Tebaldi, Callas… On remarquera un Rigoletto avec Renata Scotto et Alfredo Kraus, et un Iago enregistré avec Jon Vickers en Otello.
Sa carrière, qui faisait de lui un véritable baryton verdien, fut interrompue en raison d'un cancer de l'épiglotte, diagnostiqué aux États-Unis en 1961. Il luttera durant les cinq dernières années de sa vie pour s'éteindre à l'âge de 44 ans le 25 janvier 1967 à Sirmione des suites de sa maladie, qui avait produit des métastases au cerveau. Il repose à Sienne, dont une rue porte son nom, au cœur de la contrada della Pantera où il était né. En 1963 il avait remporté, en tant que capitaine, la course Palio di Siena.